# Paphies ventricosa
Paphies ventricosa är en musselart som först beskrevs av Gray 1843.  Paphies ventricosa ingår i släktet Paphies och familjen Mesodesmatidae. Inga underarter finns listade i Catalogue of Life.